# Aeroportul Red Dog
Aeroportul Red Dog (IATA: RDB, ICAO: PADG, FAA LID: DGG) este un aeroport din Alaska, Statele Unite ale Americii. Aeroportul a fost tranzitat în 2019 de 30.404 pasageri.
Situat la o altitudine de 295 m, aeroportul dispune de 1 pistă.

## Infrastructură

### Piste
Aeroportul dispune de o singură pistă. Pista 2/20 are suprafața de asfalt și dimensiunile 6.312 picioare × 100 picioare. 